# Hiszpania na Letnich Igrzyskach Olimpijskich 2000
Hiszpanię na Letnich Igrzyskach Olimpijskich 2000 reprezentowało 326 zawodników, 221 mężczyzn i 105 kobiet.

## Zdobyte medale
| Medal  | Zawodnik | Dyscyplina    | Konkurencja              |
| ------ | --- | ------------- | ------------------------ |
| Złoto  | Joan Llaneras | Kolarstwo     | wyścig punktowy          |
| Złoto  | Gervasio Deferr | Gimnastyka    | skok przez konia         |
| Złoto  | Isabel Fernández | Judo          | Waga lekka (57 kg)       |
| Srebro | Rafael Lozano | Boks          | waga papierowa           |
| Srebro | David Albelda, Iván Amaya, Miguel Angulo, Daniel Aranzubía, Joan Capdevila, Jordi Ferrón, Gabriel García de la Torre, Xavier Hernández, Jesús María Lacruz, Alberto Luque, Carlos Marchena, Felip Ortiz, Carles Puyol, José María Romero, Ismael Ruiz, Raúl Tamudo, Antonio Velamazán, Unai Vergara | Piłka nożna   | turniej mężczyzn         |
| Srebro | Gabriel Esparza | Taekwondo     | Waga musza (58 kg)       |
| Brąz   | Maria Vasco | Lekkoatletyka | chód na 20 km            |
| Brąz   | Margarita Fullana | Kolarstwo     | Cross-Country            |
| Brąz   | Iñaki Urdangarin, Alberto Urdiales, Andriy Xepkin, Antonio Ortega, Juan Pérez, Antonio Ugalde, Jordi Nuñez, Xavier O'Callaghan, Jesús Olalla, Rafael Guijosa, Demetrio Lozano, Enric Masip, David Barrufet, Talant Dujshebaev, Mateo Garralda                                                       | Piłka ręczna  | turniej mężczyzn         |
| Brąz   | Nina Zhivanevskaya | Pływanie      | 100 m stylem grzbietowym |
| Brąz   | Àlex Corretja, Albert Costa | Tenis ziemny  | gra podwójna mężczyzn    |